# Selfish
Selfish is een nummer van het Amerikaanse rapper Future uit 2017, in samenwerking met de Barbardiaanse zangeres Rihanna. Het is de eerste single van Hndrxx, het zesde studioalbum van Future.
"Selfsh" gaat over twee eenzame mensen die verliefd op elkaar zijn, maar bij elkaar willen blijven voor eigen gewin. Het nummer werd een kleine hit in diverse landen. Zo bereikte het de 37e positie in de Amerikaanse Billboard Hot 100. In Nederland bereikte de plaat geen hitlijsten, terwijl in Vlaanderen de 5e positie in de Tipparade werd gehaald.